# Високе Поле
Висо́ке По́ле — село в Україні, у Глеюватській сільській громаді Криворізького району Дніпропетровської області. 
Населення — 76 мешканців.

## Географія
Село Високе Поле розташоване на відстані 1,5 км від селища Пичугине і за 2 км від села Лісове. Поруч проходить залізниця, зупинний пункт 79 км.

## Населення

### Мова
Розподіл населення за рідною мовою за даними перепису 2001 року:
| Мова            | Відсоток |
| --------------- | -------- |
| українська      | 88,2 %   |
| російська       | 10,5 %   |
| інші/не вказали | 1,3 %    |